# Westinghouse Electric Company

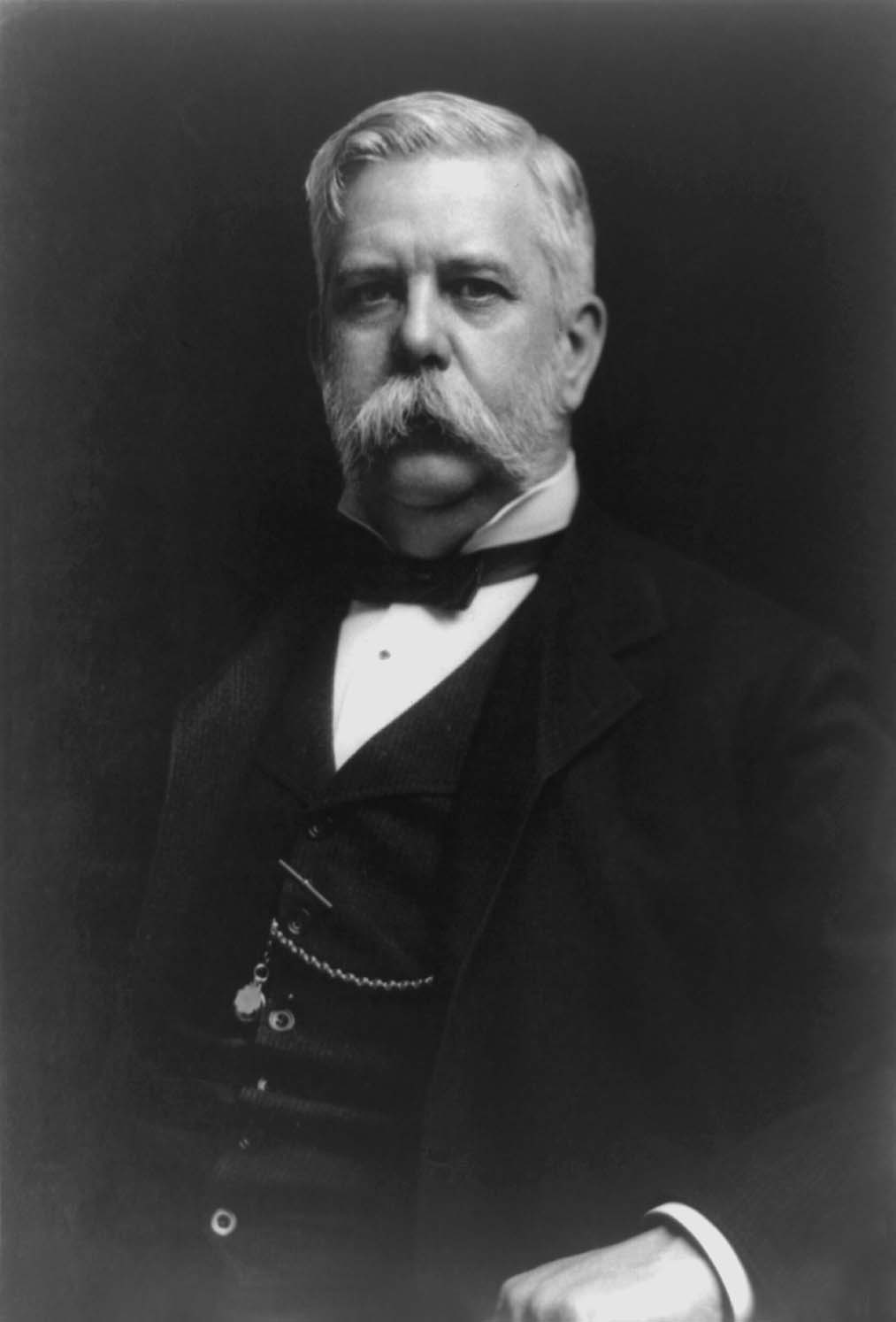
George Westinghouse.

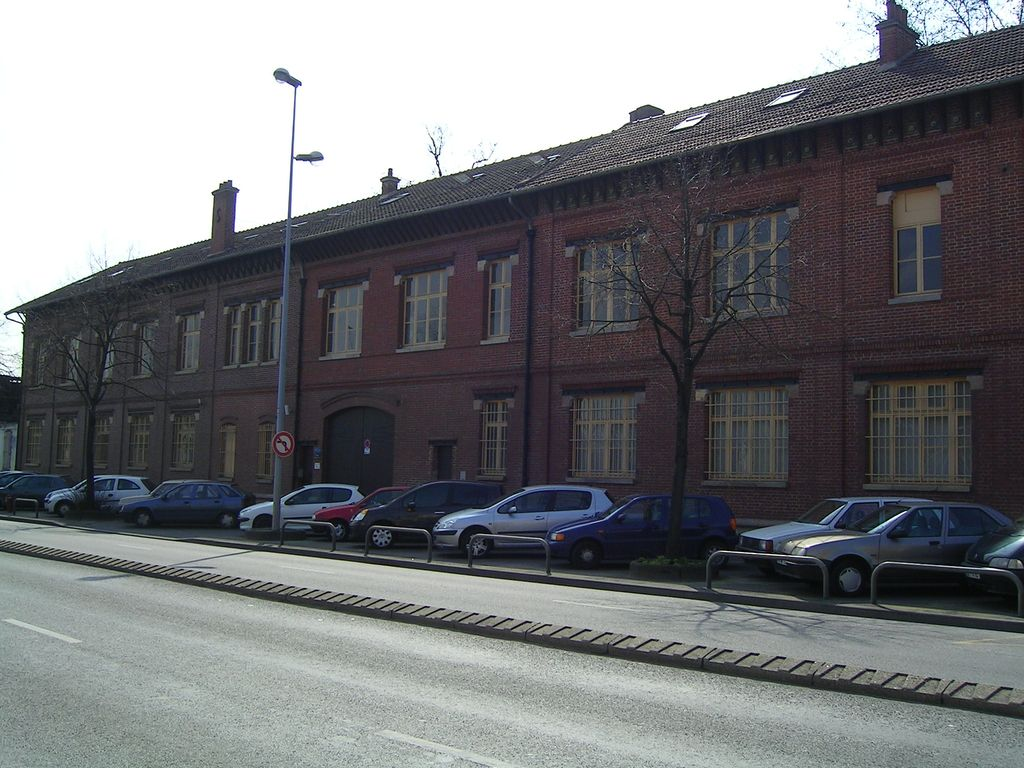
Ancienne usine Westinghouse à Sevran.

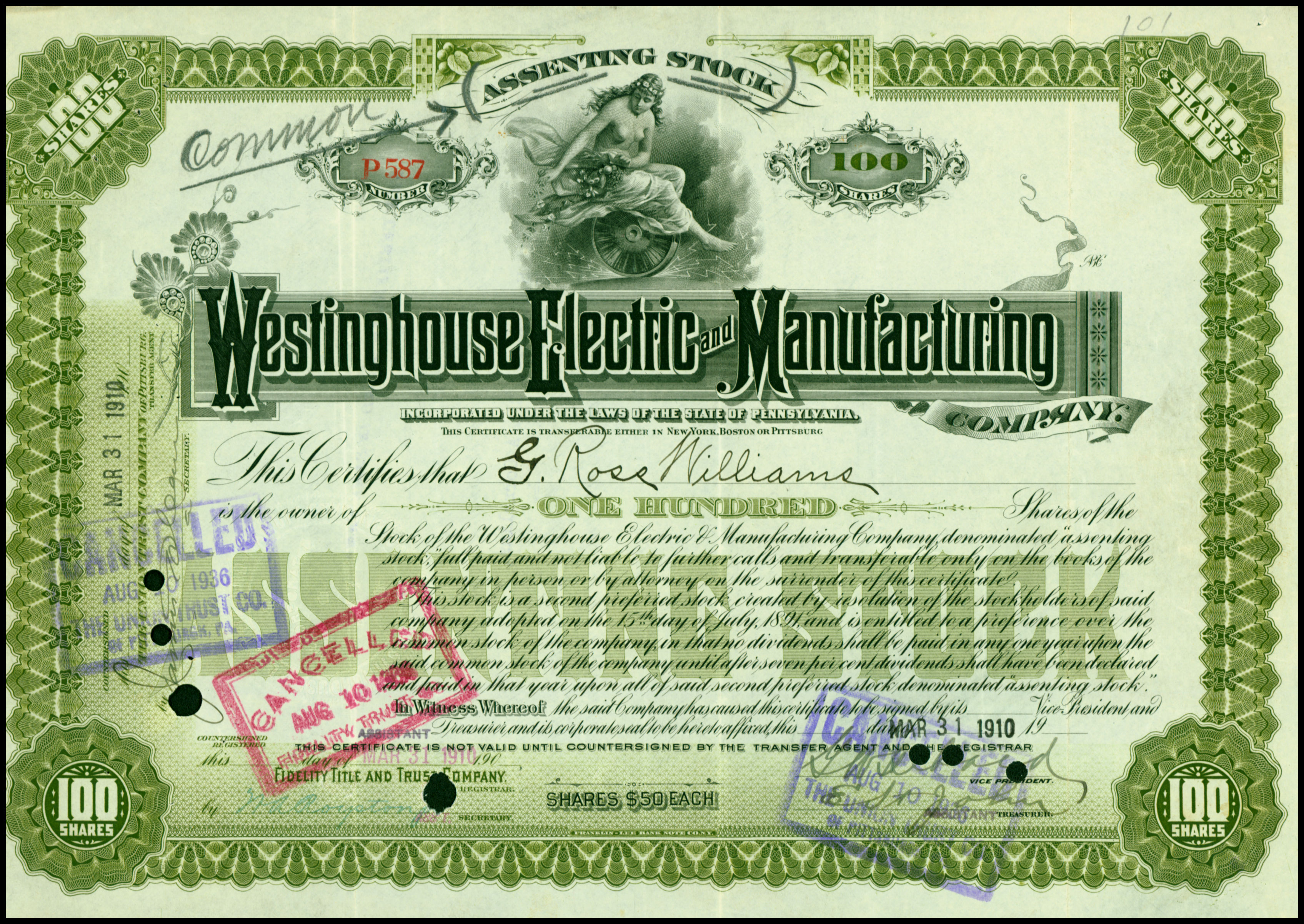
Action de la Westinghouse Electric and Manufacturing Company, en date du 31 mars 1910.

Westinghouse Electric Company est une entreprise américaine, fondée par George Westinghouse en 1886. Elle a été rachetée en 2006 par la firme japonaise Toshiba et s'est spécialisée dans le nucléaire. En 2018, elle est rachetée par le fonds d'investissement canadien Brookfield Asset Management.
Elle intervient dans les domaines de la conception et la fabrication d’assemblages de combustibles nucléaires, des services spécialisés à l’industrie et l’ingénierie associée, de la conception et la réalisation de nouvelles centrales nucléaires.

## Histoire
- 1886, création de la société Westinghouse Electric Company[1].
- 1889, la société est renommée « Westinghouse Electric & Manufacturing Company ».
- 1920, Westinghouse Electric & Manufacturing Company crée à Pittsburgh la première radio commerciale, KDKA[2].
- 1922, la société absorbe l'Electric Supply Company.
- 1940, la société rentre dans le domaine aéronautique (radar, réacteur) et le domaine militaire.
- 1943, Westinghouse participe à l'effort de guerre en placardant une affiche dans ses usines : « We can do it ! ». Celle-ci, à l'image de Naomi Parker Fraley, symbolise le patriotisme de six millions de femmes américaines travaillant en l'absence des hommes partis au front.
- 1945, Westinghouse Electric and Manufacturing Company devient « Westinghouse Electric Corporation ».
- 1954, lancement de l'USS Nautilus propulsé par un réacteur nucléaire construit par Westinghouse[3].
- 1959, Westinghouse est accusée d'avoir impulsé le plus grand cartel illégal des États-Unis depuis l'adoption du Sherman Antitrust Act (1890) afin de maintenir des prix artificiellement élevés. Au total, 29 entreprises et 45 cadres dirigeants seront condamnés. Les enquêtes parlementaires qui suivirent permirent de comprendre que la « criminalité en col blanc » constituait de loin la forme de criminalité la plus coûteuse pour les finances des États-Unis[4].
- 1960, Paul Rand crée le logo de la société, un « W » stylisé bleu et cerclé de bleu.
- 1961, acquisition de la Thermo King Corporation.
- 1967, mise en service du premier panneau publicitaire commandé par ordinateur.
- 1974, revente de la branche de production de matériel électroménager à la White Consolidated Industries.
- 1975, la société KONE reprend les filiales Ascenseurs belge et française (Artis) de la Westinghouse.
- 1995, la société rachète CBS.
- 1996, vente de la branche défense Westinghouse Electronic Systems à Northrop Grumman Electronic Systems.
- 1997, Westinghouse prend le nom du groupe CBS Corporation.
- 1999, CBS Corp. revend ses activités nucléaires à British Nuclear Fuels Limited, qui les renomme « Westinghouse Electric Company ».
- 1999, BNFL rachète la division nucléaire de ABB et la fusionne avec Westinghouse[5],[6].
- 2001, prise de participation majoritaire dans la Société Logitest (parts rachetées au groupe SGS), la Société devient Westinghouse-Logitest.
- 2006, l'entreprise passe sous le giron de Toshiba Corporation et devient « Westinghouse Electric Company LLC ».
- 2007, acquisition de l'entreprise française Astare, spécialisée dans l'ingénierie et l'assistance à la conduite de projets dans le nucléaire civil[7].

En 2017, Toshiba annonce une dépréciation de 5,9 milliards de dollars découlant de l'acquisition, fin 2015, de CB&I Stone & Webster par Westinghouse effective en janvier 2016. Cette acquisition avait pour but d'éteindre les contentieux juridiques sur la construction des réacteurs AP1000 en chantier aux États-Unis, mais fin 2016 Westinghouse a revu en très forte hausse la charge de travail restante. Ces déboires dans la construction des premiers réacteurs de troisième génération sont très similaires à ceux d'Areva en Finlande et d'EDF à Flamanville.
Le 29 mars 2017, Toshiba approuve la mise en faillite de Westinghouse ; lesté de 9,8 milliards de dollars de dette et confronté à un enlisement de ses deux chantiers de construction de centrales nucléaires aux États-Unis, Westinghouse s'est formellement placé sous la protection du chapitre 11 de la loi sur les faillites des États-Unis dans l'espoir de négocier une restructuration avec ses grands créanciers,.
Les fonds américains de capital-investissement Blackstone et Apollo Global Management se sont alliés pour soumettre une offre de reprise sur Westinghouse. Une vente permettrait à Toshiba de limiter l'impact financier de cette faillite sur ses propres comptes. Westinghouse travaille en milieu d'année 2017 à une vente avec l'aide de la banque d'investissement PJT Partners. D'autres fonds envisagent de former des consortiums pour soumettre des offres de reprise.
En janvier 2018, le fonds d'investissement canadien Brookfield Asset Management rachète Westinghouse pour 4,6 milliards de dollars,.
En septembre 2019, Westinghouse Electric Company annonce l'acquisition des activités de services nucléaires de Rolls-Royce. Cette transaction a reçu l'autorisation des autorités compétentes et a été confirmée le 1er février 2020 par Westinghouse, le 3 février par Rolls-Royce. Elle porte principalement sur les activités de service aux États-Unis et au Canada, mais concerne également le site de Mondragon (Vaucluse) en France, et celui de Gateshead, au Royaume-Uni. La vente n’inclut pas l'activité d'instrumentation et de contrôle nucléaire, basée à Meylan (Isère) près de Grenoble, qui pourrait être rachetée par Framatome. Elle n'inclut pas non plus les activités de construction de nouveaux réacteurs nucléaires au Royaume-Uni ou de petits réacteurs modulaires (SMR) dont la certification d’un modèle est prévue pour 2029.
En octobre 2022, un consortium composé du producteur canadien d'uranium Cameco, de la société d'investissement Brookfield Renewable Partners, filiale du gestionnaire d'actifs canadien Brookfield Asset Management, et de partenaires institutionnels annonce son intention d'acquérir Westinghouse ; la finalisation de la transaction est attendue au deuxième semestre 2023.

## Activités
Westinghouse Electric a reçu les droits d'exploitation du premier brevet sur la transmission du courant alternatif, déposé par Nikola Tesla. Cette technologie a été utilisée pour la première fois pour l'éclairage public à Great Barrington, Massachusetts. La société est à l'origine de la transmission à grande distance du courant électrique, et de la transmission à haute tension. La société était historiquement rivale de General Electric qui à l’époque promouvait le courant continu.
En 2011, la Commission de réglementation nucléaire des États-Unis (Nuclear Regulatory Commission) a donné à Westinghouse l'autorisation pendant quinze ans de développer son nouveau réacteur nucléaire AP1000. Ce réacteur à eau pressurisée est basé sur un principe de conception à sûreté passive. Cette innovation, permettant de simplifier les circuits de sûreté, a marqué le début de la génération III+ de réacteurs nucléaires.
Westinghouse propose des services de décontamination et démantèlement (D&D). Elle a ainsi conclu des contrats avec Enresa en Espagne (Entreprise nationale des déchets radioactifs), pour démanteler la centrale nucléaire Jose Cabrera à Almonacid de Zorita, et avec EDF, pour démanteler la centrale nucléaire de Chooz en 2010.
En 2012, Westinghouse et l'entreprise suédoise Studsvik créent NDCon, une entreprise spécialisée dans le démantèlement.
En janvier 2015, Westinghouse et Bechtel signent une alliance pour proposer leurs services de D&D aux centrales nucléaires américaines.
En octobre 2020, Westinghouse signe avec l'entreprise brésilienne Eletronuclear un contrat d'ingénierie pour prolonger la durée de vie du réacteur Angra 1 jusqu'à 2044.
En octobre 2020, un accord de coopération a été signé entre les États-Unis et la Pologne pour définir les contours d'un programme nucléaire et d'un potentiel financement. L'administration Trump pousse l'offensive de Westinghouse et du groupe Bechtel. Après l'élection de Joe Biden, le ministre du climat polonais, Michal Kurtyka, interrogé par le Financial Times, déclare : « Il y a des discussions avancées avec les États-Unis sur ce sujet et je pense qu'elles sont très prometteuses. Je n'attends pas de changement de cap sur cette décision stratégique ». Le vaste plan d'investissement annoncé à l'automne 2020 par Varsovie dans les énergies renouvelables et nucléaires pour tourner la page du charbon prévoit que six réacteurs (6 à 9 GW) seront construits d'ici à 2040, le lancement de la construction du premier est prévu en 2026.

## En France
Une société dénommée « Le Matériel électrique S-W », filiale de Schneider et Cie, est créée en 1929, à la suite de l'achat d'une licence Westinghouse pour la construction de gros matériel électrique (moteurs, turboalternateur, transformateurs). Cette société fusionne avec les Forges et ateliers de constructions électriques de Jeumont en 1964 pour donner naissance à Jeumont-Schneider, qui devient ensuite Jeumont Industries, filiale de Framatome qui revend ensuite Jeumont au groupe Altawest.
En 1892, la société s'implante à Sevran, elle devient une firme importante.  Elle permet d'industrialiser et de dynamiser le quartier Nord de Sevran, nommé « Freinville ». Ce quartier, existant encore aujourd'hui, tire son nom de la compagnie qui s'est illustrée dans la création de freins pour les trains. L'atelier de l'usine sevranaise s’étend sur cinq hectares situés dans la forêt de Bondy sur les communes de Sevran et de Livry. Ce terrain triangulaire est bordé par la forêt, le chemin de fer de Bondy à Aulnay-lès-Bondy et une avenue forestière appelée l’avenue de Rougemont.  Bordée par le canal de l'Ourcq, cette entreprise permet également la création de logements ouvriers et le développement de Sevran. En 1998, la société est démantelée. Elle a permis le développement du nord de Sevran et l'attraction d'autres entreprises comme Kodak.
En 1974, Westinghouse concède sa licence concernant les réacteurs nucléaires à eau pressurisée à Framatome (ex Areva NP), ce qui permet, selon un article du quotidien Libération, de construire 54 des 58 réacteurs d’EDF.
Le 22 janvier 1981, l'ambassadeur de France aux États-Unis et le département d'État signent un accord qui permettra de mettre fin au système de licence qui lie Westinghouse et Framatome. Framatome recouvre ainsi une liberté totale d'exportation ; Westinghouse avait auparavant vendu à Creusot-Loire ses parts (15 %) au capital de Framatome.
En 2014, Westinghouse est présent en France sur trois sites employant 500 salariés : à Orsay, à Marseille et à Metz, sous le nom de « Westinghouse Électrique France ». Son activité est le service à l'énergie nucléaire dans les domaines de la maintenance, du fonctionnement, de l'évolution et du démantèlement des centrales. Westinghouse fournit une partie importante des combustibles utilisés dans les centrales nucléaires françaises.
L'acquisition par Westinghouse Electric Company des activités de services nucléaires de Rolls-Royce en 2020 concerne le site de Mondragon (Vaucluse), mais n’inclut pas l'activité d'instrumentation et de contrôle nucléaire, basée à Meylan (Isère) près de Grenoble, qui pourrait être rachetée par Framatome.